# Клюжев, Иван Семёнович
Ива́н Семёнович Клю́жев (1856 — 1922) — деятель народного образования, член Государственной думы от Самарской губернии.

## Биография
Православный. Сын крестьянина, личный дворянин. Землевладелец (28 десятин надельной и 56 десятин приобретенной земли), домовладелец города Самары (приобретенный каменный дом).
По окончании Симбирских двухгодичных педагогических курсов и Казанского учительского института служил учителем в сельской начальной школе, учителем истории и географии в Сызранском и Ставропольском уездных училищах, инспектором городского 4-классного училища в Самаре, а с 1890 года — инспектором народных училищ Самарского уезда. В 1907 году вышел в отставку, дослужившись до чина статского советника.
Опубликовал ряд статей по вопросам народного образования в журналах «Русская школа», «Вестник воспитания» и в газете «Голос правды». Помимо педагогической деятельности, участвовал в общественной жизни, будучи избираем в гласные Самарского уездного и губернского земских собраний, а также Самарской городской думы. Кроме того, состоял членом попечительского совета 2-й и 3-й женских гимназий и детского сиротского дома в Самаре. Участвовал в съездах земских и городских деятелей в Москве. Был членом ЦК «Союза 17 октября».
В феврале 1907 года был избран членом Государственной думы от съезда избирателей города Самары. Входил во фракцию октябристов и группу умеренных. Состоял членом комиссий: бюджетной, продовольственной и по народному образованию.
В октябре 1907 года был избран в члены III Государственной думы от 1-го съезда городских избирателей Самарской губернии. Входил во фракцию октябристов. Состоял секретарем библиотечной комиссии, а также членом комиссий: бюджетной, по народному образованию, по городским делам, по вероисповедным вопросам и для рассмотрения законопроекта о гимназиях и подготовительных училищах.
В 1912 году переизбран в Государственную думу. Входил во фракцию октябристов, после её раскола — в группу «Союза 17 октября». Состоял членом комиссий: бюджетной, по народному образованию и по делам православной церкви. Был членом Прогрессивного блока.
В Государственной думе 3-го и 4-го созывов составлял законодательные предположения о реформе средней школы, учительских институтов и семинарий. В 1914 году был приглашен в Совещание при Главном управлении землеустройства и земледелия для изучения вопроса о возможности использования начальной школы «для целей распространения сельскохозяйственных знаний в стране». В том же году стал членом-учредителем Самарской губернской ученой архивной комиссии.
После Февральской революции был назначен комиссаром Временного комитета Государственной думы и Временного правительства в Самарскую губернию для прекращения аграрных беспорядков в Бугульминском и Николаевском уездах. 13 мая 1917 года избран членом комиссии по реформе народного образования, учрежденной при Министерстве народного просвещения. Также возглавлял комиссию для разработки плана объединения школ различных ведомств под общим управлением. Был избран в бюро Государственного комитета по народному образованию. В августе 1917 года участвовал в Государственном совещании в Москве.
В январе 1922 года был утвержден профессором Иркутского государственного университета по кафедре истории народного образования.
Скончался 22 февраля 1922 года. С 1883 года был женат на Александре Васильевне Формиковской, учительнице городского приходского училища. Приходился шурином (родным братом жены) генеалогу и архивисту Хованскому Сергею Александровичу, также жившему в Самаре.